# Бюккебург
Бюккебург (нем. Bückeburg) — город в Нижней Саксонии, в районе Шаумбург. Расположенный в 50 км к западу от Ганновера и в 10 км к востоку от Миндена, Бюккебург граничит с землёй Северный Рейн-Вестфалия на западе, юге и севере. Численность населения — около 19 тыс. чел. (2020).
С 1640 (1647) года Бюккебург являлся столицей графства, а с 1807 года — княжества Шаумбург-Липпе; в 1919—1946 годах город имел статус столицы Свободного государства Шаумбург-Липпе.
В Бюккебурге расположена резиденция Государственного суда Нижней Саксонии.

## Население
| Год  | Население |
| ---- | --------- |
| 1990 | 19 943    |
| 1995 | 21 014    |
| 2000 | 20 756    |
| 2005 | 20 883    |
| 2010 | 20 534    |

## Достопримечательности

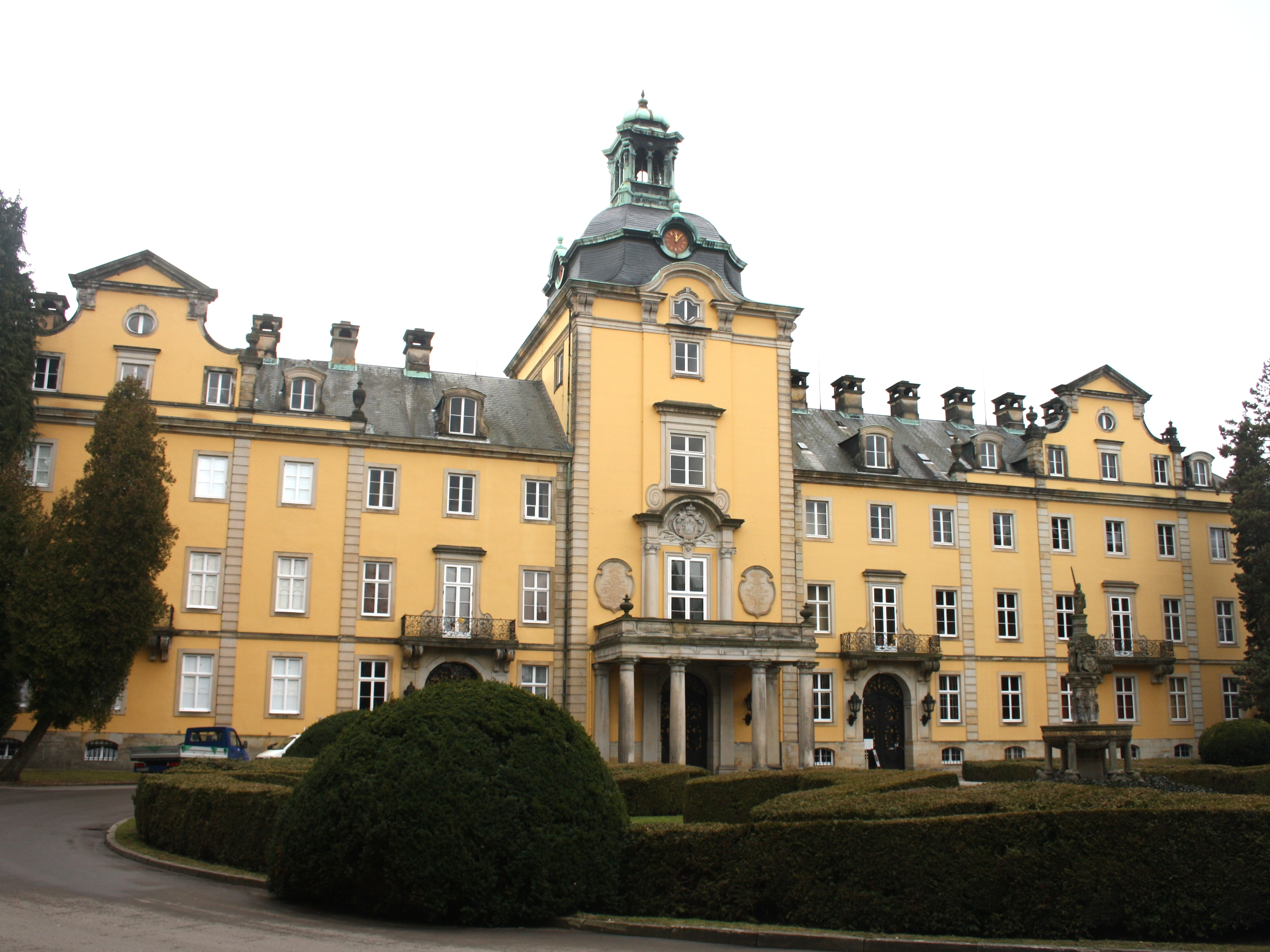
Бюккебургский замок

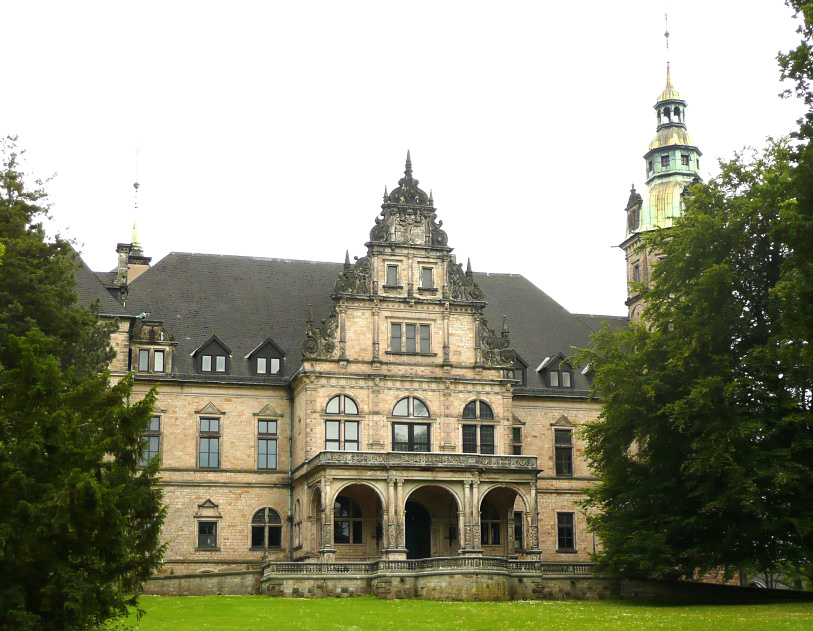
Бюккебургский дворец

- Бюккебургский замок[нем.] (нем. Schloss Bückeburg) был построен более 700 лет назад и являлся резиденцией графов Шаумбург-Липпе[2]. В 1560-х годах замок был перестроен в стиле в стиле везерского ренессанса, вобрав в себя и более старое здание.

- Городская церковь[нем.] – церковь начала XVII века, построенная в стиле везерского ренессанса, считается важнейшим памятником раннего протестантизма в северной Германии.

- Дворец Бюкебург[нем.] (нем. Bückeburg Palais) – княжеская резиденция была построена в 1896 году.